# مدیح طلال
مدیح طلال (انگلیسی: Madih Talal؛ زادهٔ ۱۷ اوت ۱۹۹۷) بازیکن فوتبال اهل فرانسه است.
از باشگاه‌هایی که در آن بازی کرده‌است می‌توان به باشگاه ورزشی آمیان اشاره کرد.